# 킬로노바
킬로노바(kilonova)는 중성자별 쌍 이나 중성자별과 블랙홀로 이루어진 연성계에서 두 천체가 충돌할 때 일어나는 순간적인 현상으로, 매크로노바(macronova)나 R-과정 초신성(r-process supernova)이라고도 한다. 킬로노바는 무거운 R-과정 핵이 등방적으로 방사성 붕괴하여 짧은 감마선 폭발을 일으킬 것이라고 여겨진다. 킬로노바라는 용어는 킬로노바의 최고 밝기가 일반적인 신성(노바)의 1,000배 정도라는 점에서 제안되었으며, 이는 일반적인 초신성 밝기의 약 10~100배 정도이다.

최초로 발견된 킬로노바는 감마선 폭발 SGRB 130603B로, 스위프트 감마선 폭발 임무, WIND, 허블 우주 망원경을 통해 관측하였다. 2018년 10월, 2015년 발견된 감마선 폭발 GRB 150101B가 2017년 발견된 중력파 GW170817과 유사한 현상이라는 주장이 제기되었다. 다양한 전자기파로 관측한 모습이나 현상이 일어난 은하의 환경 등이 매우 유사하여, 별 개의 사건처럼 보이는 두 현상이 사실은 중성자별의 충돌이라는 같은 원인으로 일어난 사건으로, 둘 모두 킬로노바의 과도적인 상태라는 것으로, 이 주장이 맞다면 기존에 추정되었던 것보다 킬로노바는 상당히 흔한 현상으로 예측된다.

## 이론
중력파를 내보내는 주요 원인이기도 한 두 밀집성의 궤도 붕괴 및 충돌은 우주에 R-과정을 통해 원소를 생성하는 주요 원인으로 여겨지며, 이 때 일어나는 폭발이 킬로노바이다. 킬로노바 현상의 이론적인 배경은 1998년 제안되었다.

## 관측

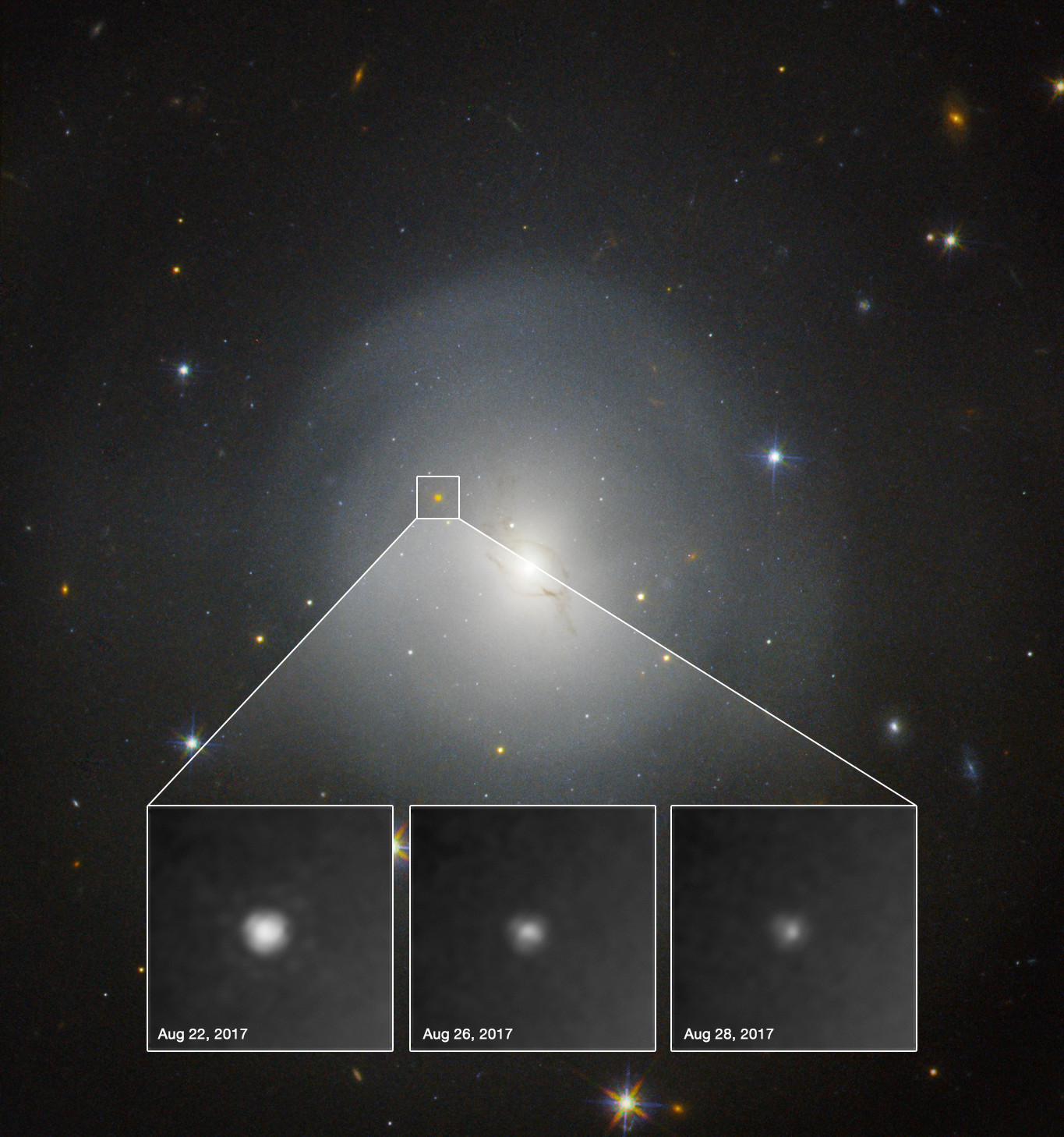
허블 우주 망원경이 관측한 GW 170817의 기원 천체로, 킬로노바가 일어났다.

최초의 킬로노바 관측은 2008년 짧은 감마선 폭발 GRB 080503로, 발생 하루 후 가시광선 및 적외선이 감지되었으며 급격히 어두워졌다. 2013년 발생한 짧은 감마선 폭발 GRB 130603B 또한 킬로노바일 가능성이 제기되었다.
2017년 10월 16일 최초로 중력파 GW170817와 전자기 방사선 GRB 170817A 및 SSS17a을 동시에 관측하여, 원인이 두 중성자별의 충돌로 발생한 킬로노바임을 밝혀냈다.

## 같이 보기
- 신성
- 초신성
- 극초신성
- R-과정
- 의사 초신성